# 131° westerlengte
De  131° westerlengte op de Meridiaan van Greenwich is een lengtegraad, onderdeel van geografische positieaanduiding in bolcoördinaten. De lijn loopt vanaf de Noordpool naar de Noordelijke IJszee, Noord-Amerika, de Grote Oceaan, de Zuidelijke Oceaan en Antarctica naar de Zuidpool.
De 131° Meridiaan Westerlengte vormt een grootcirkel met de 49° oosterlengte. De meridiaanlijn begint bij de Noordpool en eindigt bij de Zuidpool. De 131° westerlengte gaat door de volgende landen, gebieden of zeeën. 
| Land, gebied of zee | Nauwkeurigere gegevens                                              |
| ------------------- | ------------------------------------------------------------------- |
| Noordelijke IJszee  |                                                                     |
| Beaufortzee         |                                                                     |
| Canada              | Northwest Territories Yukon British Columbia                        |
| Verenigde Staten    | Alaska - Alaska Panhandle, Revillagigedo Island en Alaska Panhandle |
| Dixon Entrance      | Zayas Island en Dundas Island, British Columbia, Canada             |
| Hecate Strait       |                                                                     |
| Canada              | British Columbia - Moresby Island en Kunghit Island                 |
| Grote Oceaan        |                                                                     |
| Zuidelijke Oceaan   |                                                                     |
| Antarctica          | Niet-toegeëigend gebied in Antarctica                               |